# Tom Conti
Thomas Antonio "Tom" Conti (Paisley, Escocia, 22 de noviembre de 1941) es un actor, director de teatro y novelista británico. En 1979, Conti fue condecorado con el Premio Tony al mejor actor principal por su actuación en la obra teatral Whose Life Is It Anyway? En 1983, recibió una nominación al Premio Óscar al mejor actor por su desempeño en la película Reuben, Reuben.

## Biografía

### Primeros años
Conti nació el 22 de noviembre de 1941 en la ciudad de Paisley, Escocia, hijo de Alfonso Conti y Mary McGoldrick, una peluquera. Su padre era italiano, mientras que su madre era escocesa de ascendencia irlandesa. Conti fue criado como católico, pero se considera antirreligioso. Conti fue educado en el Hamilton Park, una escuela católica solo para hombres, y luego en el Conservatorio Real de Escocia.

### Carrera
Conti comenzó su carrera trabajando con la compañía teatral Dundee Repertory Theatre en 1959. En 1976, Conti apareció en el drama televisivo The Glittering Prizes, mientras que al año siguiente apareció en The Norman Conquests. En 1979, actuó en la obra de Broadway, Whose Life Is It Anyway?, por la cual ganó un Premio Tony en la categoría de mejor actor principal. En 1984, interpretó al príncipe Richard en la serie Faerie Tale Theatre. En 1989, interoretó el papel principal de Jeffrey Bernard en Jeffrey Bernard Is Unwell, en el Garrick Theatre. También ha aparecido como actor invitado en series como Friends y Cosby.
Conti también ha aparecido en películas como Merry Christmas, Mr. Lawrence, Reuben, Reuben, American Dreamer, Shirley Valentine, Los rápidos y los muertos, Miracles, Saving Grace, Dangerous Parking y Voices Within: The Lives of Truddi Chase.
La novela de Conti, The Doctor, que trata sobre un antiguo piloto que trabajaba para los servicios de inteligencia, fue publicada en 2004. Según el prólogo, su amiga Lynsey de Paul fue quien recomendó el manuscrito al editor Jeremy Robson. En 2010, Conti también apareció en la serie de comedia Miranda, donde interpretó al padre de Miranda (Miranda Hart).

## Vida personal
Conti ha estado casado con la actriz escocesa Kara Wilson desde 1967. La única hija de la pareja, Nina, nació en 1973. Su hija también es actriz y ventrílocua.
Conti participó en un proyecto de rastreo genético realizado por la compañía ScotlandsDNA. En 2012, Conti reveló que comparte relación genética con Napoleón Bonaparte. Conti dijo que "se echó a reír" cuando le dijeron que estaba directamente relacionado con Napoleón por lado paterno.

## Premios y distinciones
Premios Óscar
| Año  | Categoría   | Película       | Resultado |
| ---- | ----------- | -------------- | --------- |
| 1984 | Mejor actor | Reuben, Reuben | Nominado  |